# Saint-Mesmin (Dordonha)
Saint-Mesmin é uma comuna francesa na região administrativa da Nova Aquitânia, no departamento Dordonha. Estende-se por uma área de 29,45 km². Em 2010 a comuna tinha 328 habitantes (densidade: 11,1 hab./km²).